# 高雄學園
高雄學園是由國立高雄大學、國立高雄師範大學、國立高雄應用科技大學、國立高雄第一科技大學、國立高雄海洋科技大學、樹德科技大學、與義守大學，七所大學組成聯盟，目的在推動各大學間的聯繫與交流，並發展校際合作與教學資源共享，以策略聯盟與合作共榮的作法，讓高雄縣市朝向先進智慧型產業園區發展，包含綠色產業、福祉、觀光休閒產業等。
高雄學園發展委員會由教育部常務次長、高雄縣、市長與「高雄學園」各校校長擔任當然委員，每半年召開一次委員會議，並設置行動辦公室推動會議決議事項。2008年09月16日同時召開首次會議，也決議於每年三月舉辦高雄學園「園慶」。 
2018年國立高雄海洋科技大學、國立高雄應用科技大學及國立高雄第一科技大學合併成立國立高雄科技大學。目前高雄學園成員有5校：國立高雄大學、國立高雄師範大學、國立高雄科技大學、樹德科技大學、義守大學。

## 聯盟成員
- 國立高雄大學
- 國立高雄師範大學
- 國立高雄科技大學
- 樹德科技大學
- 義守大學